# Foscari (Adelsgeschlecht)

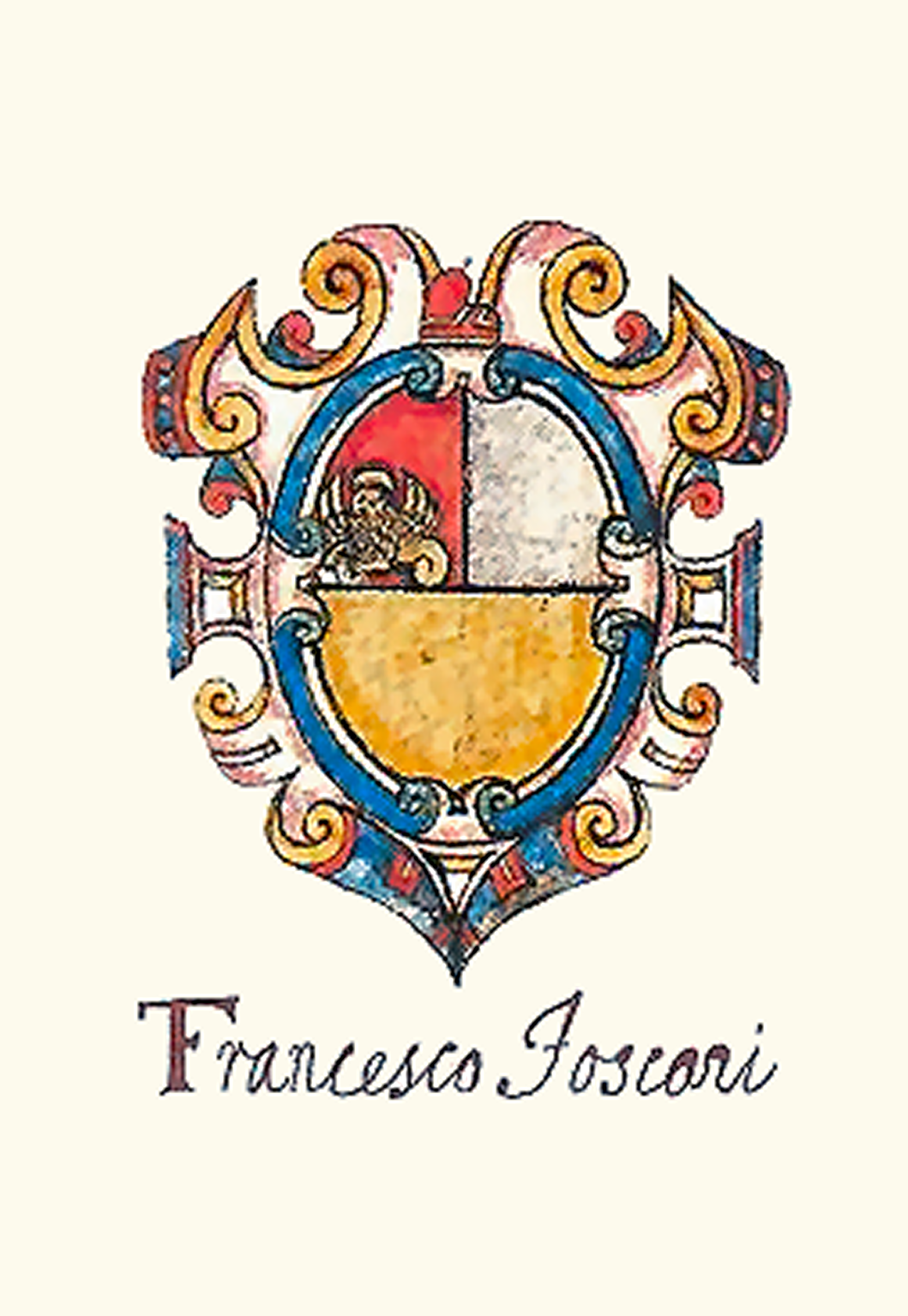
Wappen der Familie

Die Foscari (mit Betonung auf der ersten Silbe) waren eine bedeutende Patrizierfamilie in der Republik Venedig.

## Geschichte
Erste Belege für die Familie datieren um das Jahr 1000, schon vor 1311 gehörte die Familie zum Patriziat von Venedig. Seit dem 12. Jahrhundert besaßen sie Güter bei Treviso. Grundlage für den Reichtum des Geschlechts bildete aber ein Lehen über die griechische Insel Limnos, das es von 1207 bis 1276 innehatte. Innerhalb Venedigs wurden sie den 16 „neuen Dogenfamilien“ (case nuove ducali) zugerechnet, den „herzoglichen Häusern“, obgleich sie diesen Rang natürlich nicht erblich, sondern nur in der jeweiligen Person des Wahlherzogs besaßen. 1331 wurde Nicolò Foscari von Johann von Böhmen zum Grafen von Zelarino und Noventa erhoben, was dem Verbot der Titel- und Lehnsannahme im venezianischen Patriziat widersprach.

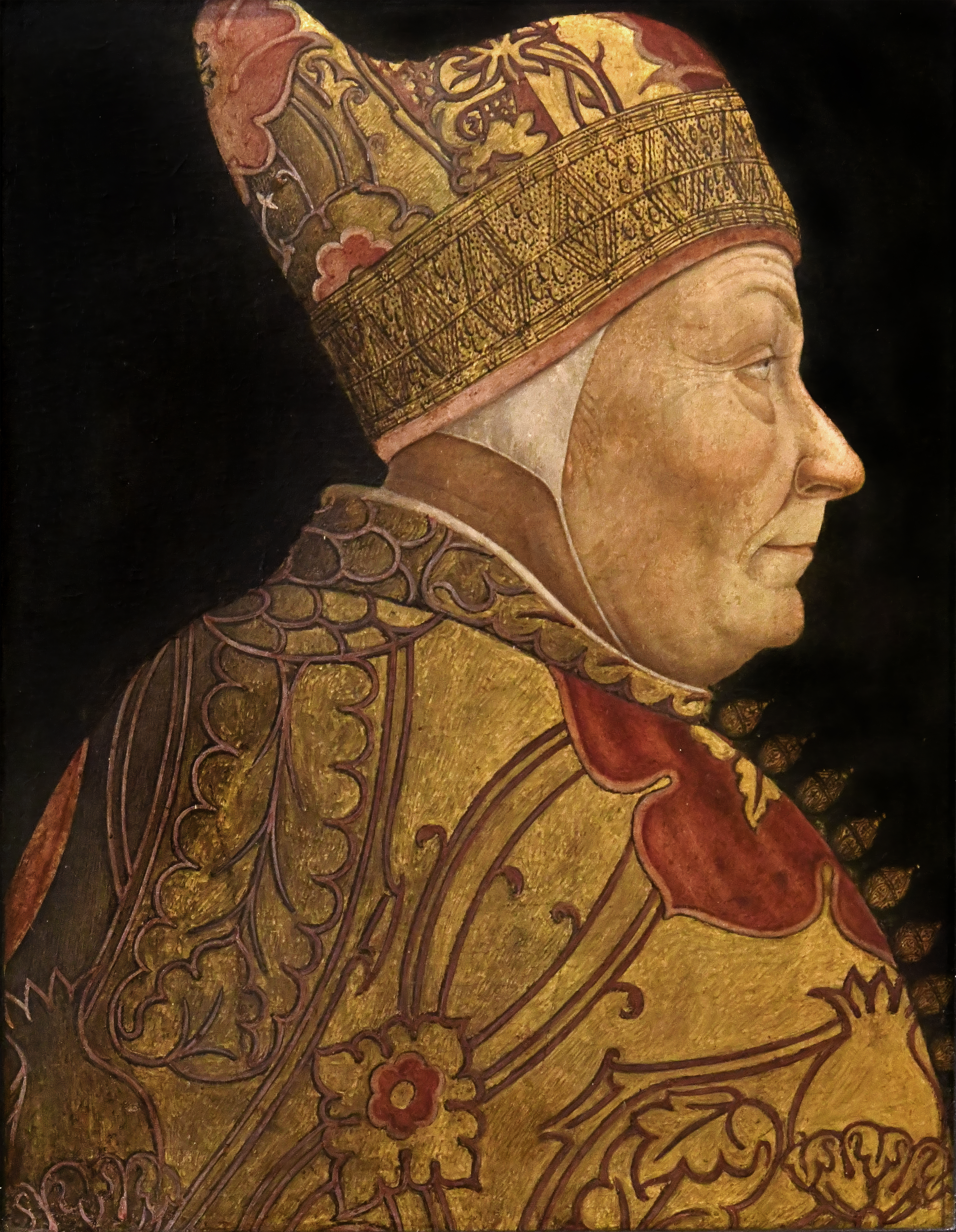
Doge Francesco Foscari (1373–1457)

Der Doge Francesco Foscari (1373–1457), der am längsten amtierende Doge (1423–1457) der Seerepublik, gilt als der bedeutendste Vertreter des Geschlechts. Unter seiner Regierung expandierte Venedig territorial, befand sich aber auch fast dauerhaft im Kriegszustand, was Unsummen Geldes verschlang. Sein Sohn und einziger Nachkomme Jacopo Foscari wurde wegen unangemessener Inanspruchnahme von Privilegien aufgrund der Stellung seines Vaters nach Kreta verbannt; er und sein Vater sind Hauptfiguren des Schauspiels The Two Foscari (1821, „Die beiden Foscari“) von Lord Byron und der darauf basierenden Oper I due Foscari (1844) von Giuseppe Verdi.

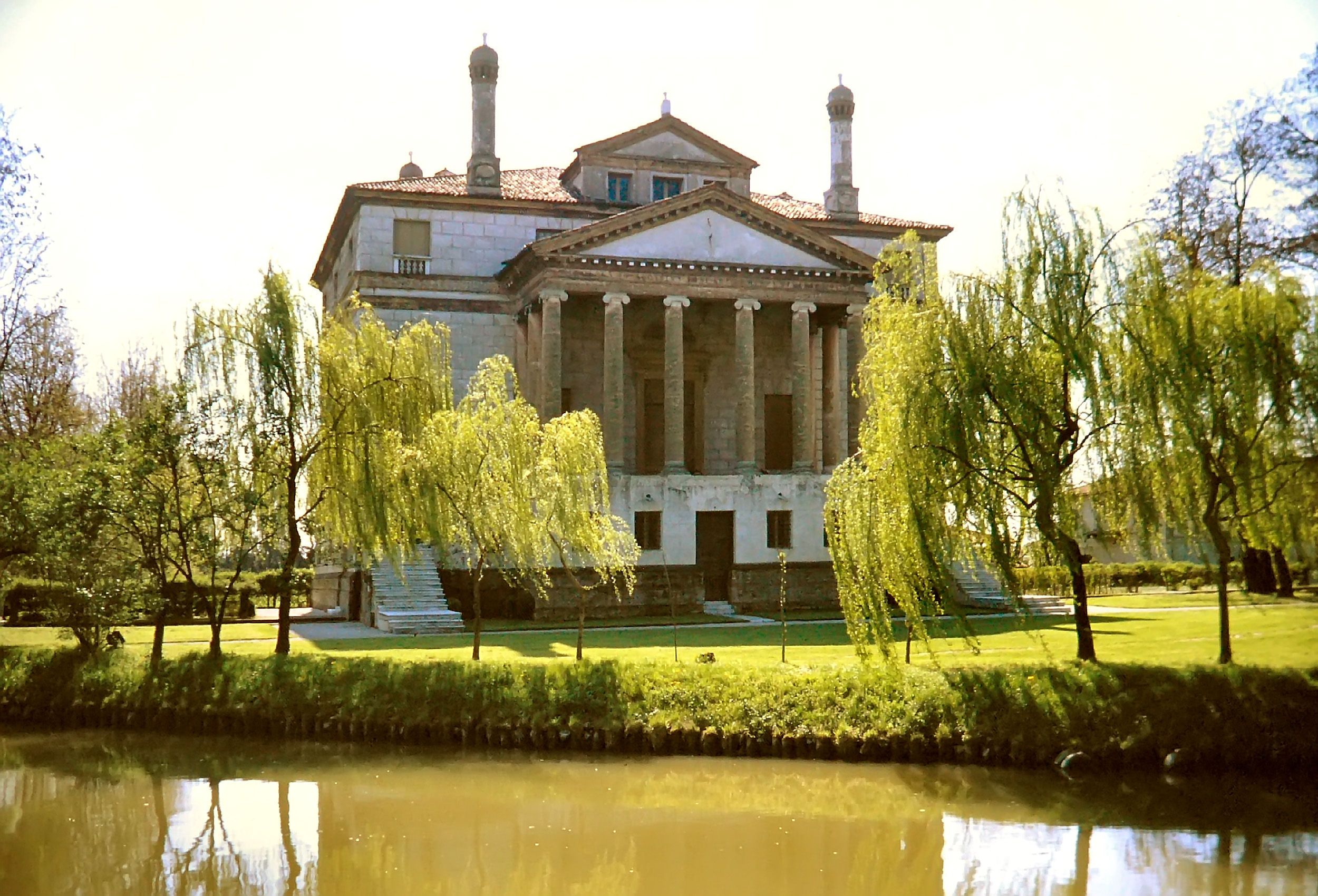
Villa Foscari (La Malcontenta)

In der späteren Geschichte Venedigs traten aus der Familie der Geistliche und kirchliche Richter Piero Foscari im 15. Jahrhundert in den Vordergrund, ferner die Brüder Nicolò und Alvise Foscari, die zwischen 1550 und 1560 vom Architekten Andrea Palladio die Villa Foscari (auch La Malcontenta genannt) erbauen ließen, die zu den wichtigsten Vorbildern des Palladianismus gehört. Sie verwahrloste im 19. Jahrhundert und wurde schließlich verkauft, aber 1973 von dem Architekten und Architekturhistoriker Prof. Antonio („Tonci“) Conte Foscari (* 1938) wieder zurückerworben.
Seit dem 15. Jahrhundert bestanden die Foscari in zwei Case: den Foscari S. Pantalon C.G., die auf den Dogen Francesco Foscari zurückgehen, und den Foscari S. Simon Piccolo, Nachfahren des Prokurators Marco Foscari (ca. 1390–1467), Brudes des Dogen. Die Foscari S. Simon Piccolo, die Giacomo Nani um 1756 der ärmeren Adelsklasse IV («che hanno meno del loro bisogno») zurechnete, starben 1810 in der männlichen Linie aus. Ihr Erbe, darunter die weltberühmte Cappella degli Scrovegni in Padua fiel erbsweise an die Gradenigo in Rio Marin. Die Foscari S. Pantalon, von G. Nani der Adelsklasse III («che hanno il loro bisogno») zugeordnet, bestehen bis in die Gegenwart hinein fort. Aus diesem Ramo stammen der Botschafter und Gelehrte Francesco Foscari (1704–1790) und der Marinekapitän Piero Foscari (1865–1923), der an einer Ostafrika-Expedition beteiligt und faschistischer Abgeordneter im italienischen Senat war. Graf Piero Foscari heiratete 1897 die österreichische Gräfin Elisabeth Widmann-Rezzonico, die Erbin der Herrschaft Paternion in Kärnten, die sich bis heute im Besitz der Foscari befindet. Die Widmann besaßen seit dem 18. Jahrhundert die der Villa Foscari benachbarte Villa Widmann.

## Bauten
- Der Palazzo Ca’ Foscari wurde vom Dogen Francesco Foscari erbaut. Nach diesem Gebäude nennt sich die Universität Venedig Università Ca’Foscari di Venezia.
- Der Palazzo Foscari Contarini wurde im 16. Jahrhundert von der Familie Foscari erbaut.
- Die Brüder Nicolò und Alvise Foscari ließen im 16. Jahrhundert für die Familie von Andrea Palladio die Villa Foscari am Brenta-Kanal erbauen, eine der bedeutendsten palladianischen Villen (auch als „La Malcontenta“ bekannt), die heute zu besichtigen ist, jedoch zugleich von der Familie Foscari noch bewohnt wird.

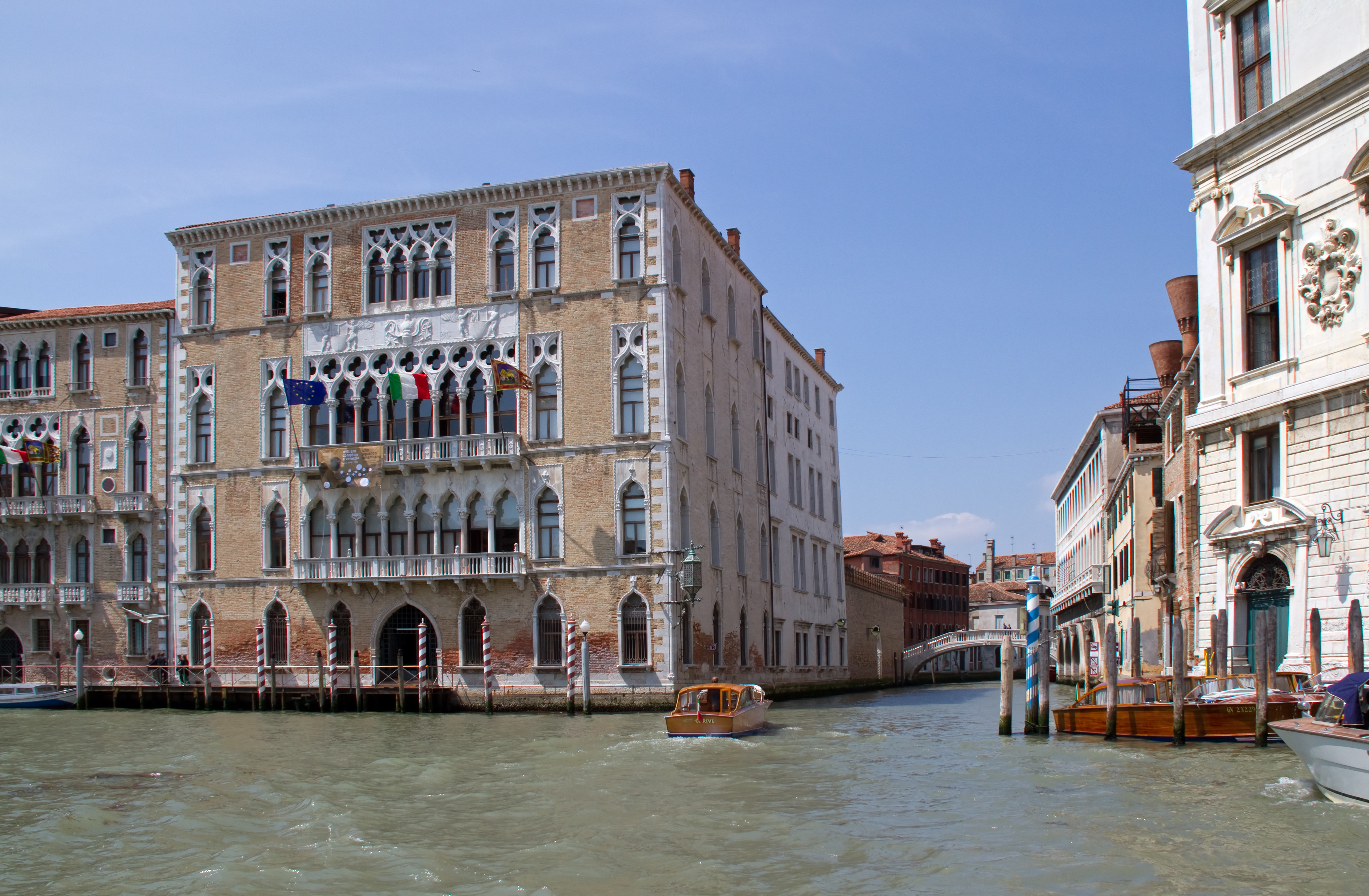
Ca’ Foscari
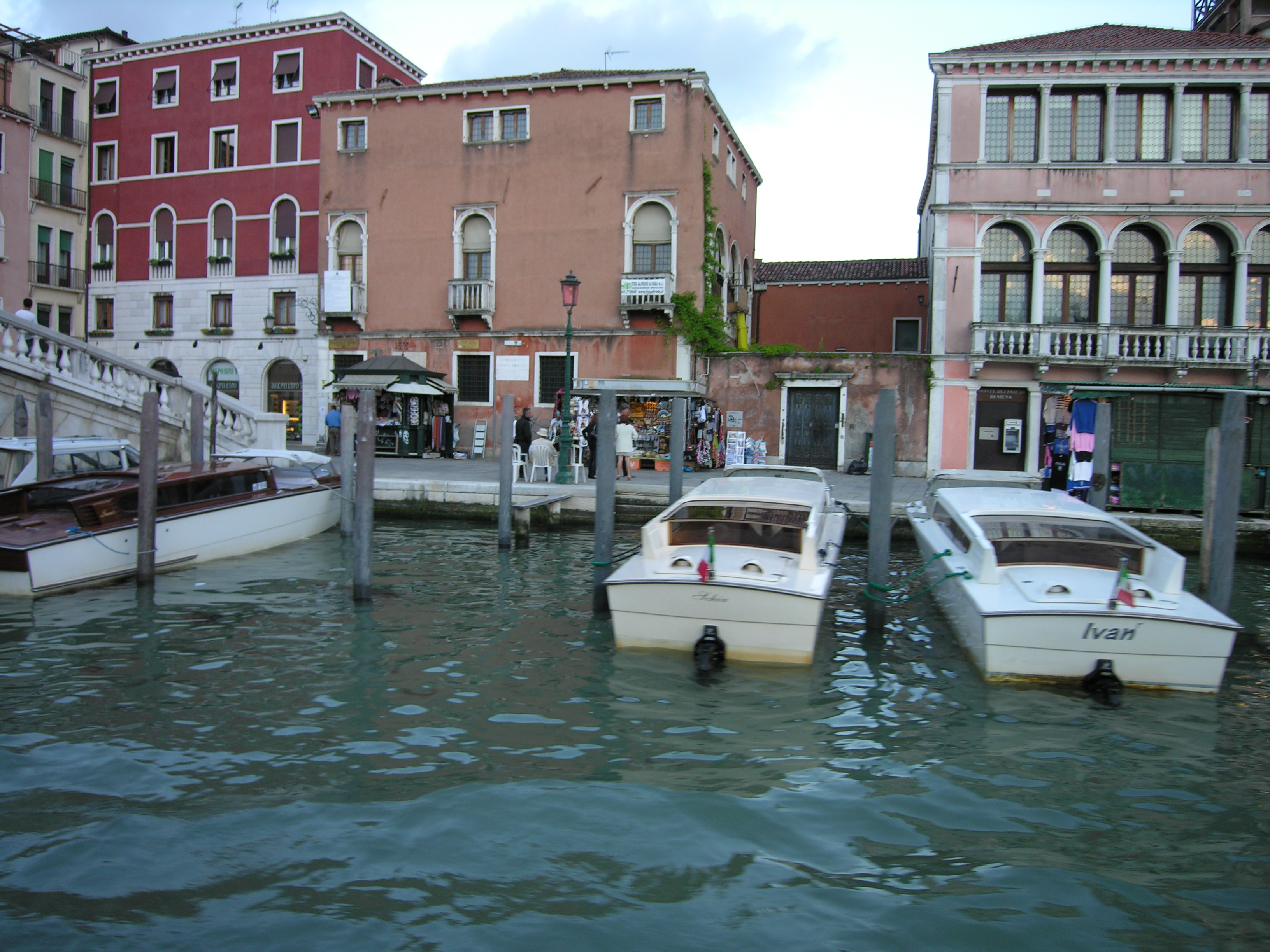
Palazzo Foscari Contarini
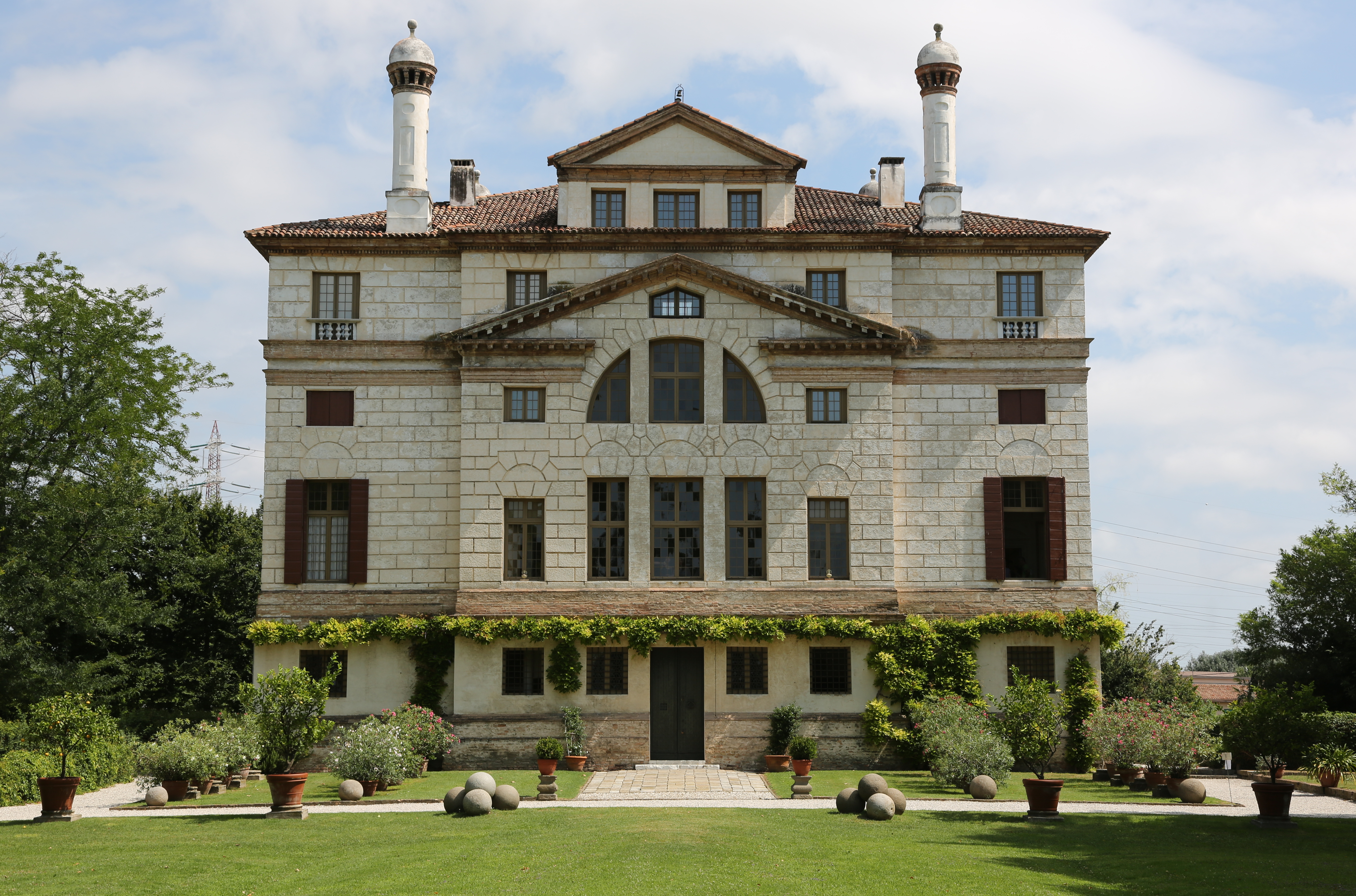
Villa Foscari